# Apple DOS
Apple DOS o APPLE II fue un sistema operativo de disco para la serie de microordenadores de la serie Apple II fue lanzado a partir de finales de 1978 a principios de 1983. Apple DOS tuvo tres lanzamientos principales: DOS 3.1, DOS 3.2 Y DOS 3.3; cada uno de estos tres fue seguido por un segundo lanzamiento menor de corrección de errores, pero solo en el caso de Apple Dos 3.2, una de las segundas versiones lanzadas, recibió su propio nombre Apple Dos 3.2.1. La versión más conocida y usada fue Apple Dos 3.3 en sus lanzamientos de 1980 a 1983. Anteriormente al lanzamiento de Apple Dos 3.1 los usuarios tuvieron que depender de cintas de casete de audio para el almacenamiento de datos y la recuperación pero aquel método era notoriamente lento y poco fiable.
Apple DOS en la actualidad es un sistema operativo obsoleto, siendo su sucesor actual, MacOS

## Historia
Apple Dos en gran parte fue escrito por Steve Wozniak, Randy Wigginton y el proveedor informático externo Paul Laughton. El lenguaje de programación Integer BASIC estuvo estrechamente ligado. Ante la consternación de muchos programadores, Apple no publicó ninguna documentación oficial hasta el lanzamiento de la versión 3.2.
No hubo Apple Dos 1 o 2, en sí. Las versiones 0.1 hasta la 2.8 eran revisiones enumeradas durante su desarrollo (las cuales pudieron haberse llamando “proyectos” de la 1 a la 28. Apple Dos 3.0 (una versión renombrada de la versión 2.8) nunca fue públicamente lanzada.
Apple Dos 3.1 fue públicamente lanzado en junio de 1978, ligeramente menos de un año después de que Apple II fuese presentado, llegando a ser el primer sistema operativo a base de disco para cualquier ordenador de Apple. Un lanzamiento de corrección de errores vino después tratando los problemas de la creación original, que fue usada para la creación de discos originales de Apple Dos. La orden de inicio incorporada en los discos creados solamente podría ser arrancada en las máquinas con la misma capacidad de memoria para los que habían sido creados. MASTER CREATE incluyó un autotraslado de la versión DOS que arrancaría en Apple con cualquier configuración de memoria.
Apple Dos 3.2 fue lanzado en 1979 para reflejar los cambios fundamentales en los métodos de arranque que fueron incorporados en el sucesor de Apple II, Apple II Plus. En vez del Integer BASIC original, el Firmware (programas de solo lectura) de Apple II Plus incluía la versión más reciente APPLESOFT II FLOATING POINT BASIC. El nuevo Firmware también incluía una característica de autoarranque la cual encontraría automáticamente un controlador de disco y arrancarlo cuando el sistema fuera encendido, ganando el nombre de Autostart ROM.
Apple DOS 3.3 fue lanzado en 1980. Esta versión mejoró varias funciones del lanzamiento 3.2., también obteniendo grandes mejoras en el almacenaje disponible del disquete; las recientes P5A/P6A PROMS en el controlador de disco pudieron leer y escribir datos de alta densidad, por lo tanto en vez de 13 sectores(3.25kb), 16 sectores (4kb) de datos que podían ser almacenados por pista de disco, incrementando la capacidad de 113.75kb a 140kb por lado de disco, de los cuales 16kb fueron usados por el sistema de archivo general y una copia de DOS, dejando 124 kb para los usuarios del programa.
DOS 3.3 no fue, sin embargo, retrocompatible, no podía leer o escribir los discos de la versión 3.2 de DOS. Para solucionar el problema, Apple Computer lanzó una herramienta llamada MUFFIN para la migración de programas y archivos de la versión Apple DOS 3.2 a la versión 3.3. Apple nunca ofreció una herramienta para copiar de otra manera. Para la migración de archivos de Apple DOS 3.3 de vuelta a la versión 3.2, alguien inventó una herramienta llamada “NIFFUM”. Había también herramientas comerciales tales como Copy II Plus que podían copiar archivos desde un formato a cualquier otro. La versión 3.3 también mejoró la habilidad de conmutar entre el Integer BASIC y Applesoft BASIC, si el ordenador tenía expansión RAM o firmware.

## Cronología
Las fecha de Apple DOS 3.0 hasta 3.2.1, en series de computadoras Apple II:
- DOS 3.0 - junio de 1978
- DOS 3.1 - julio de 1978
- DOS 3.2 - febrero de 1979
- DOS 3.2.1 - julio de 1979
- DOS 3.3 - agosto de 1980